# ويس بيالوسوكنيا
ويس بيالوسوكنيا (بالإنجليزية: Wes Bialosuknia)‏ مواليد 08 يونيو 1945 في بكبسي - الوفاة 23 أكتوبر 2013، كان لاعب كرة سلة أمريكي. بدأ مسيرته الاحترافية في سنة 1967. تم اختياره من قبل فريق أتلانتا هوكس خلال الدرافت. حمل الرقم 44. بلغ طوله 6 قدم 2 بوصة (1.9 م). اعتزل اللعب في 1968.

## روابط خارجية
- ويس بيالوسوكنيا على موقع سبورتس رفرنس (الإنجليزية)
- ويس بيالوسوكنيا على موقع كلية كرة السلة في سبورتس رفرنس.كوم (الإنجليزية)
- ويس بيالوسوكنيا على موقع ريلجم (الإنجليزية)
- ويس بيالوسوكنيا على موقع بروبوليرز (الإنجليزية)